# Kammermohr

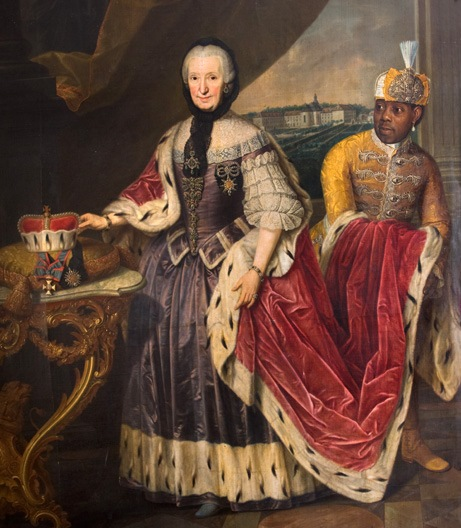
Francisca Christina av Pfalz-Sulzbach med sin Kammermohr, Ignatius Fortuna.

Kammermohr eller Hofmohr, i Sverige kallad morian, var benämningen på en hovtjänare med svart hudfärg i det tidigmoderna Europa. 
Titeln Kammermohr var det namn som användes om dessa personer i tyskspråkiga länder, där det först noteras i ett hovprotokoll i Sachsen 1747, men denna tjänst fanns vid hov över hela Europa under 1500- och 1700-talen. Hovmorianerna fördes till Europa från Afrika, Amerika eller Orienten under den transatlantiska slavhandeln, och blev moderna att ha som statusmarkör för kungliga, furstliga och adliga personer samt för kyrkliga dignitärer. De symboliserade status, prestige, en luxuös livsstil och furstens världsvida kontakter. I Sverige är Gustav Badin det mest kända exemplet på en sådan person.